# 柳营新村
柳营新村是中华人民共和国上海市靜安區的一個住宅區，它位於闸北公园以及共和新路、洛川东路十字路口附近。該住宅占地10公顷，建筑面积12.7万平方米，名稱來自於柳营路。該住宅建於1958年。當地共有3至6层砖木结构、混合结构楼房113幢。當地有公交車站點、学校、幼儿园、托儿所、商店等設施。